# Potoče (Ajdovščina)
Potoče (Duits: Baumgarten) is een plaats in Slovenië en maakt deel uit van de gemeente Ajdovščina in de NUTS-3-regio Goriška. De plaats telde 243 inwoners op 1 januari 2020.

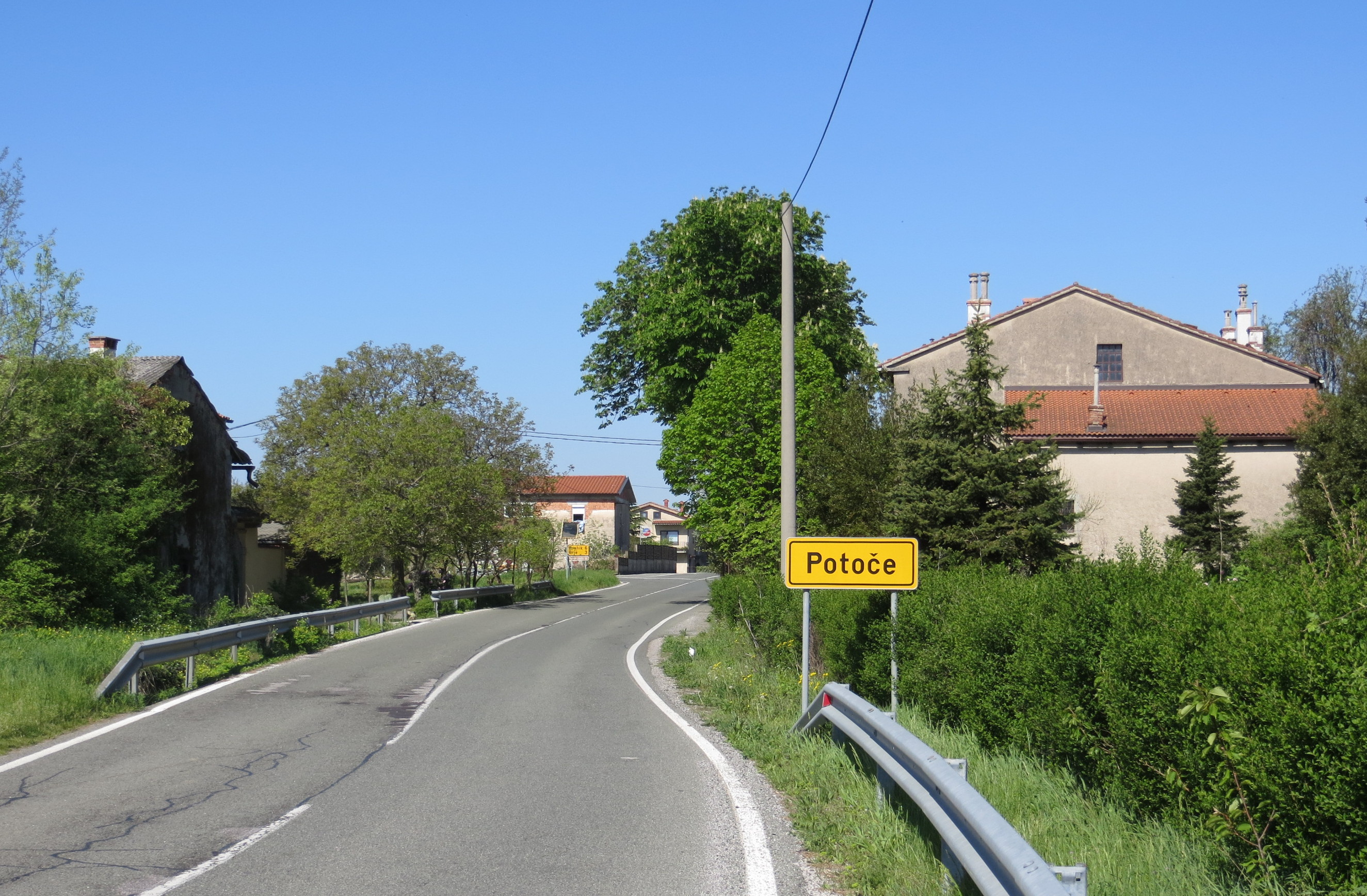
Dorpsaanzicht